# Morton Grange
Moorsley var en civil parish från 1866 till 1937 då den blev en del av Houghton le Spring och West Rainton, i grevskapet Durham (nu Tyne and Wear), i England. Denna civil parish hade 1 675 invånare år 1931.